# 华侨大厦 (北京)

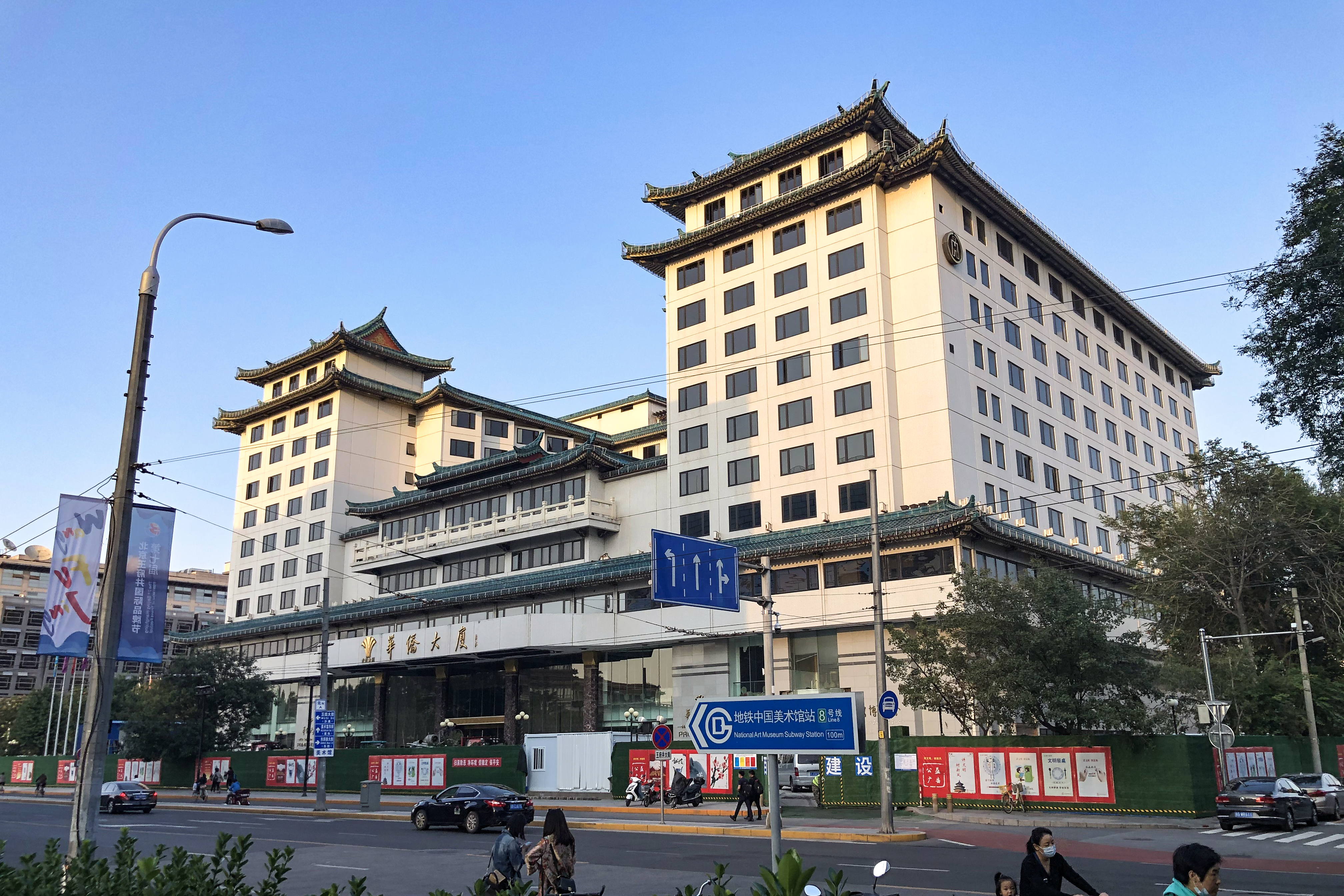
华侨大厦

华侨大厦（Prime Hotel）是位于中国北京市东城区王府井大街2号的一座商务型五星级酒店。

## 简介

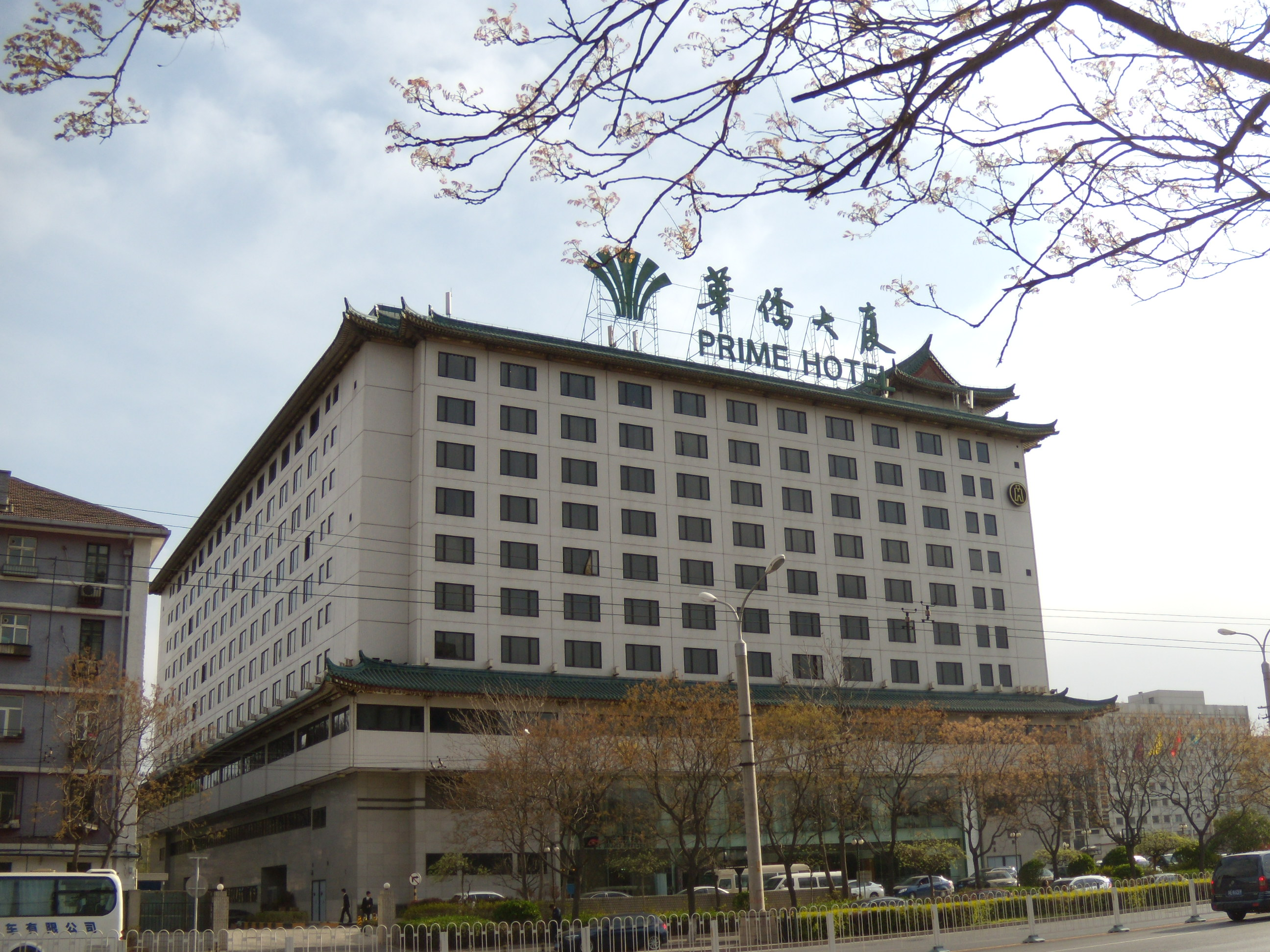
华侨大厦北立面

华侨大厦是在华侨领袖陈嘉庚的倡议下建成，由此得名。周恩来在中华人民共和国成立初期向海外华侨承诺，要在北京为华侨建个家。1950年代末，华侨大厦建成，建筑面积13343平方米，成为1950年代“北京十大建筑”之一。华侨大厦建成后，首批客人是各地来到北京参加国庆十周年庆祝活动的华侨。在北京十大建筑中，华侨大厦的规模最小。
文化大革命期间，因全国侨联停止活动，华侨大厦被北京市借用，1984年交还全国侨联使用。
1988年，华侨大厦被拆除重建。当时，拆除华侨大厦曾经引起了很大争议。新建成的华侨大厦，建筑面积42000平方米，由芬兰波利玛卡公司和北京市建筑设计研究院联合设计，与中国铁道总公司联合建设。1992年，华侨大厦重新开业，2003年又重新进行了装修。如今，华侨大厦已成为商务型五星级酒店。